# Porlezza
Porlezza – miejscowość i gmina we Włoszech, w regionie Lombardia, w prowincji Como.
Według danych na rok 2004 gminę zamieszkiwało 4140 osób, 230 os./km².
Z Porlezza pochodził działający w Toruniu i okolicach architekt Giovanni Baptysta Cocchi.